# Watertoren (Hasselt Kempische Steenweg)
De watertoren aan de Kempische Steenweg in Hasselt is gelegen op het voormalige terrein van Philips (thans Corda Campus). De toren stamt uit 1964 en was onderdeel van het Philips-bedrijf vooral voor de winning van water voor de koeling van machines voor de productie van kunststofonderdelen.

## Beschrijving
De watertoren bestaat uit een schotelvormige kuip op een open betonnen constructie bestaande uit vier pijlers die op drie plekken door dwarsbalken verbonden zijn. Centraal bevindt zich een stalen wenteltrap.